# Eduard Norden
Eduard Norden (Emden, 21 de septiembre de 1868 - Zúrich, 13 de julio de 1941), fue un filólogo, latinista e historiador de las religiones alemán.

## Biografía
Eduard Norden provenía de una familia judía y su padre, Carl Joseph Norden, era médico. Poco antes de graduarse se convirtió al Protestantismo y luego estudió filología clásica (1886-1890). Tras dos semestres en Berlín, donde entró en contacto con Hermann Diels, Theodor Mommsen, Carl Robert y Eduard Zeller, pasó a la Universidad de Bonn. Allí impresionó a su maestro Hermann Usener y sobre todo al latinista Franz Bücheler. Se doctoró en 1891 e inmediatamente se convirtió en asistente de Georg Kaibel en Estrasburgo. Apenas un año después logró la habilitación con una tesis, Beiträge zur Geschichte der griechischen Philosophie ("Contribuciones a la historia de la filosofía griega") Su carrera se desarrolló muy velozmente y en 1893 fue nombrado profesor asociado en Greifswald y, al fin, fue nombrado profesor ordinario en 1895 por Guillermo II.
En su libro de 1898, Die Antike Kunstprosa ("La prosa artística antigua") mostró un particular interés por la Retórica y por el uso de elementos retóricos en la prosa de autores griegos y latinos. En 1899 fue colega en Breslau de Franz Skutsch. Trabajó intensamente en la Eneida de Virgilio y en 1903 realizó un comentario muy apreciado sobre esta obra, que demostraba un especial interés por el estudio de los elementos religiosos. 
En 1906 estaba en Berlín y, contrariamente a cuanto sostenía Ulrich von Wilamowitz-Moellendorff, sostuvo que no era necesario conocer la topografía de Grecia para ser un helenista. Fue nombrado sucesor de Adolf Kirchhoff y titular de su cátedra hasta su retiro en 1935.
En 1912 fue acogido entre los miembros de la Real Academia de las Ciencias de Prusia en el puesto de Johannes Vahlen. Allí se responsabilizó del Thesaurus Linguae Latinae. Sucedió luego a Wilamowitz-Moellendorff en el Consejo del Instituto Arqueológico Alemán. En 1928 fue nombrado rector de la Universidad Guillermo de Humboldt de Berlín.
La toma del poder por parte de Hitler perjudicó sensiblemente la posición de Norden. A causa de las leyes raciales, fue separado de todos los comités a los que pertenecía y entre otras infamias fue expulsado en 1934 del Comité ejecutivo del Instituto Arqueológico Alemán. Su cátedra fue adjudicada a Johannes Stroux. En octubre de 1938 debió abandonar la Academia Prusiana de las Ciencias. Tras la Noche de los cristales rotos ya no tenía ningún futuro posible en Alemania. El Decreto sobre la expiación de la nacionalidad hebraica le obligó a vender su biblioteca para satisfacer los requerimientos del régimen. El 30 de noviembre de 1938 tuvo que partir hacia Suiza y en enero de 1939 vendió su casa en Berlín. Comenzó la Segunda Guerra Mundial y emigró el 5 de julio a Suiza, ya definitivamente. Allí publicó su último trabajo, Priesterbücher, que apareció en Lund. Murió en Zúrich en 1941.
La obra investigadora de Norden se centró en tres aspectos principalmente: la Estilística, en especial de los textos grecolatinos clásicos (Die Antike Kunstprosa); la Historia de las Religiones (con obras como Die Geburt des Kindes o Agnostos Theos, y la Filología clásica.

## Obras selectas
- Die antike Kunstprosa vom VI. Jahrhundert v. Chr. bis in die Zeit der Renaissance, Bände, zwei Bände, Teubner,[3] Leipzig 1898.
- Einleitung in die Altertumswissenschaft (herausgegeben mit Alfred Gercke), Teubner, Berlín – Leipzig, drei Bände in mehreren Teilbänden, 1912–1927
- Agnostos theos. Untersuchungen zur Formengeschichte religiöser Rede, Teubner, Leipzig – Berlín 1913
- Ennius und Vergilius. Kriegsbilder aus Roms grosser Zeit, Teubner, Leipzig – Berlín 1915
- P. Vergilius Maro, Aeneis Buch VI, erklärt von Eduard Norden, Teubner, 2. Auflage Leipzig – Berlín 1916.
- Die germanische Urgeschichte in Tacitus' Germania, 1920
- Römische Literatur, Teubner, Leipzig – Berlín 1923 (1. Aufl. 1910)
- "Die Geburt des Kindes". Geschichte einer religiösen Idee, 1924.
- Logos und Rhythmus, Decker, Berlín 1928
- Aus altrömischen Priesterbüchern, Gleerup, Lund, 1939 (unveränd. Neudr. mit einem Nachw. von John Scheid: Teubner, Stuttgart 1995).
- Kleine Schriften zum klassischen Altertum (herausgegeben von Bernhard Kytzler), de Gruyter, Berlín 1966